# Jürgen Decker

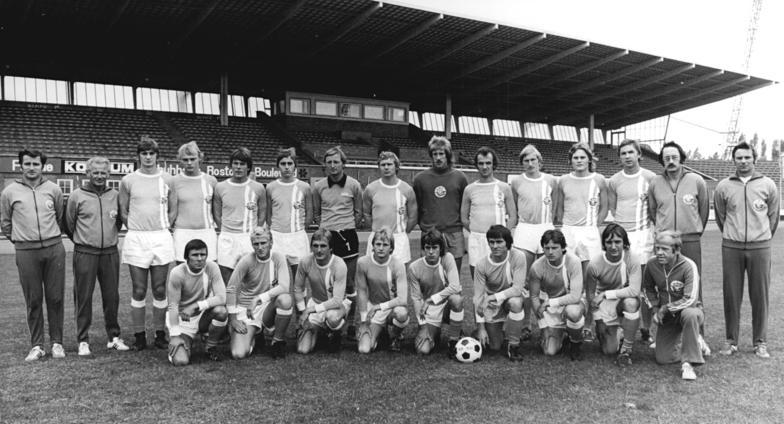
Jürgen Decker (vornere Reihe, erster von links) mit F.C. Hansa Rostock im Jahr 1978

Jürgen Decker (* 6. März 1946) war Fußballspieler in der DDR-Oberliga für den SC Empor/F.C. Hansa Rostock und war dort auch mehrere Jahre als Trainer tätig.

## Sportlicher Werdegang
Als achtjähriger Schüler meldete sich Decker 1954 bei der Fußballsektion der Rostocker BSG Lokomotive an. Mit 13 Jahren wechselte er 1959 zum Oberligisten SC Empor Rostock. Nachdem er in die Juniorenmannschaft übernommen worden war, machte er als talentierter Stürmer so nachdrücklich auf sich aufmerksam, dass er in den Kader der DDR-Junioren-Nationalmannschaft berufen wurde. Am 4. März 1964 bestritt er sein erstes Junioren-Länderspiel (DDR – Österreich 1:1) an der Seite der späteren Nationalspieler Jürgen Croy, Harald Irmscher und Wolfgang Seguin. Bis 1965 folgten noch zwei weitere Junioren-Länderspiele, später spielte Decker noch fünfmal in der DDR-Nachwuchsauswahl. Nebenher schloss er eine Ausbildung als Dreher ab.
Nachdem Decker in der Reservemannschaft des SC Empor, in der er ab 1963 spielte, zum Stammspieler geworden war, hatte er seinen ersten Oberligaeinsatz am 10. April 1965 in der Begegnung SC Empor Rostock – ASK Vorwärts Berlin (0:1). Er wurde auf der Mittelstürmerposition als Ersatz für den verletzten Gerd Kostmann eingesetzt. Nachdem bis zum Ende der Saison 1964/65 noch zwei weitere Male als Mittelstürmer spielte, mauserte er sich in der folgenden Spielzeit mit 16 Oberligaeinsätzen bereits zum Oberliga-Stammspieler und behielt in der Regel seine Position in der Sturmmitte bei. Mit fünf Toren hielt sich sein Erfolg jedoch in Grenzen. Decker spielte bis 1979 für den später in den F.C. Hansa umstrukturierten Club, unterbrochen durch den 18-monatigen Wehrdienst zwischen 1973 und 1975. Dabei kam er auf 179 Oberligaeinsätze und, bedingt durch den mehrmaligen Abstieg der Rostocker in die DDR-Liga, auf 32 Ligaspiele. Hinzu kommen 24 nationale und 5 internationale Pokalspiele. Insgesamt schoss Decker 37 Pflichtspieltore. Als Fußballspieler war Decker nie ein Titelgewinn vergönnt. 1967 stand er zwar im Endspiel um den DDR-Fußballpokal, die Rostocker verloren jedoch mit 0:3 gegen Motor Zwickau.
Erfolgreicher verlief Deckers Trainer-Karriere, die 1982 als Assistent von Jürgen Heinsch beim F.C. Hansa Rostock begann. Abgesehen von einem kurzen Ausflug zur BSG Post Neubrandenburg in der Saison 1987/88 war Decker bis 1992 bei den Hanseaten als Co-Trainer tätig und erlebte so 1991 deren DDR-Meisterschaft und den Pokalgewinn sowie das erste Bundesligajahr des F.C. Hansa mit. 1993 machte sich Decker als Trainer selbständig und übernahm den Mecklenburger Landesligisten Parchimer FC. Mit Hilfe seiner ehemaligen Rostocker Mannschaftskameraden Juri Schlünz und Gernot Alms gelang ihm 1995 der Aufstieg in die Oberliga Nordost. 1996 übernahm er die Amateurmannschaft von Hansa Rostock, die er nach zwei Jahren und dem Gewinn des Mecklenburger Landespokals in Richtung des Nordost-Oberligisten FC Schönberg verließ. Dort konnte er bis zu seiner vorzeitigen Entlassung 2002 in vier Jahren vier weitere Male den mecklenburgischen Pokalwettbewerb gewinnen und stand im Jahr 2000 kurz vor dem Aufstieg in die Regionalliga. 2003 wechselte Decker für zwei Jahre auf die Trainerbank des Nordost-Oberligisten TSG Neustrelitz. Nachdem er in der Saison 2006/07 den Verbandsligisten Rostocker FC trainierte, kehrte Decker 2007 zum F.C. Hansa in den Nachwuchsbereich zurück. Zu Beginn der Saison 2009/10 wechselte Decker zum Verbandsligisten 1. FC Neubrandenburg 04 und übernahm das Training der 1. Männermannschaft. In der Saison 2010/2011 stieg er mit den Neubrandenburgern auf. Ende Mai übernahm er rechtzeitig zu den Regionalliga-Relegationsspielen gegen den VfB Fortuna Chemnitz den Trainerposten beim Torgelower SV Greif. Nachdem die Mannschaft zu Beginn der Winterpause der Saison 2012/2013 den letzten Tabellenplatz belegt hatte, wurde Jürgen Decker entlassen.